# Влчковце
Влчковце (слч. Vlčkovce) насељено је мјесто са административним статусом сеоске општине (слч. obec) у округу Трнава, у Трнавском крају, Словачка Република.

## Становништво
| Година:    | 1994. | 2004.   | 2014.    | 2024.   |
| ---------- | ----- | ------- | -------- | ------- |
| Број људи: | 1133  | 1151    | 1318     | 1347    |
| Разлика:   |       | +1,58 % | +14,50 % | +2,20 % |

| Година:    | 2023. | 2024.   |
| ---------- | ----- | ------- |
| Број људи: | 1367  | 1347    |
| Разлика:   |       | -1,46 % |

Према подацима о броју становника из 2024. године насеље је имало 1347 становника.